# Mercedes-Benz W166
Mercedes-Benz W166 (eller Mercedes-Benz ML-klass) är en SUV som den tyska biltillverkaren Mercedes-Benz introducerade på bilutställningen i Frankfurt i september 2011.

## W166 ML-klass (2011-15)
Versioner:
| Modell        | Årsmodell | Motor                      | Cylindervolym | Effekt     | Bränslesystem              |
| ------------- | --------- | -------------------------- | ------------- | ---------- | -------------------------- |
| ML250 Bluetec | 2012-15   | OM651: 4-cyl radmotor DOHC | 2143 cm³      | 204 hk     | Common rail turbodiesel    |
| ML350 Bluetec | 2012-15   | OM642: 6-cyl V-motor DOHC  | 2987 cm³      | 258 hk     | Common rail turbodiesel    |
| ML300         | 2012-15   | M276: 6-cyl V-motor DOHC   | 3499 cm³      | 252 hk     | Direktinsprutning          |
| ML350         | 2012-15   | M276: 6-cyl V-motor DOHC   | 3499 cm³      | 306 hk     | Direktinsprutning          |
| ML500         | 2012-15   | M278: 8-cyl V-motor DOHC   | 4663 cm³      | 408 hk     | Direktinsprutning, biturbo |
| ML63 AMG      | 2012-15   | M157: 8-cyl V-motor DOHC   | 5461 cm³      | 525-557 hk | Direktinsprutning, biturbo |

## W166 GLE-klass (2015-18)
I samband med uppdateringen hösten 2015 byter modellen benämning till GLE-klass, analogt med coupé-versionen C292.
Versioner:
| Modell      | Årsmodell | Motor                      | Cylindervolym | Effekt | Bränslesystem                         |
| ----------- | --------- | -------------------------- | ------------- | ------ | ------------------------------------- |
| GLE250 d    | 2016-18   | OM651: 4-cyl radmotor DOHC | 2143 cm³      | 204 hk | Common rail turbodiesel               |
| GLE350 d    | 2016-18   | OM642: 6-cyl V-motor DOHC  | 2987 cm³      | 258 hk | Common rail turbodiesel               |
| GLE400      | 2016-18   | M276: 6-cyl V-motor DOHC   | 2996 cm³      | 333 hk | Direktinsprutning , biturbo           |
| AMG GLE43   | 2016-18   | M276: 6-cyl V-motor DOHC   | 2996 cm³      | 367 hk | Direktinsprutning, biturbo            |
| GLE500 e    | 2016-18   | M276: 6-cyl V-motor DOHC   | 2996 cm³      | 442 hk | Direktinsprutad bensinmotor + elmotor |
| GLE500      | 2016-18   | M278: 8-cyl V-motor DOHC   | 4663 cm³      | 435 hk | Direktinsprutning, biturbo            |
| AMG GLE63   | 2016-18   | M157: 8-cyl V-motor DOHC   | 5461 cm³      | 557 hk | Direktinsprutning, biturbo            |
| AMG GLE63 S | 2016-18   | M157: 8-cyl V-motor DOHC   | 5461 cm³      | 585 hk | Direktinsprutning, biturbo            |

## Bilder

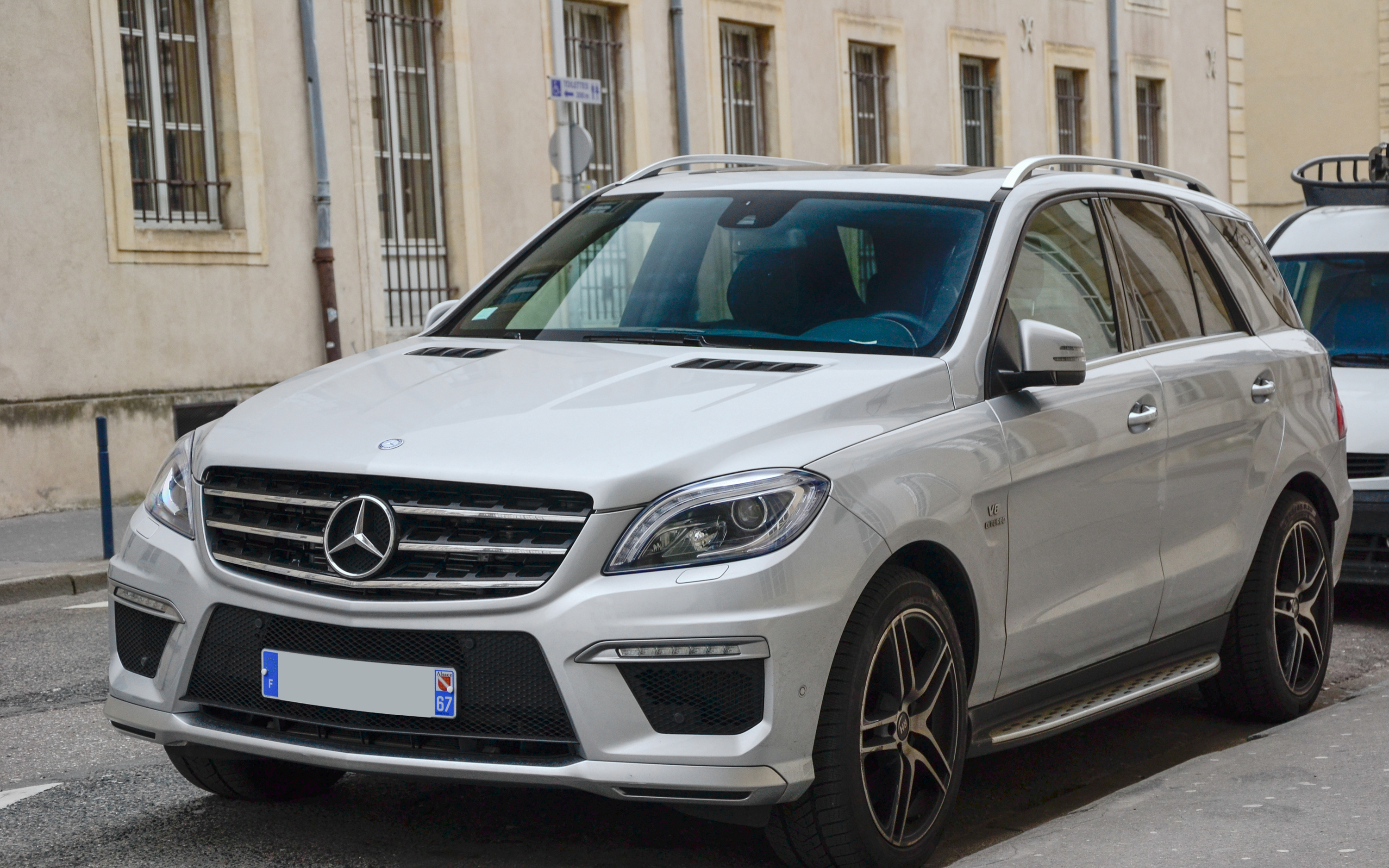
ML63 AMG
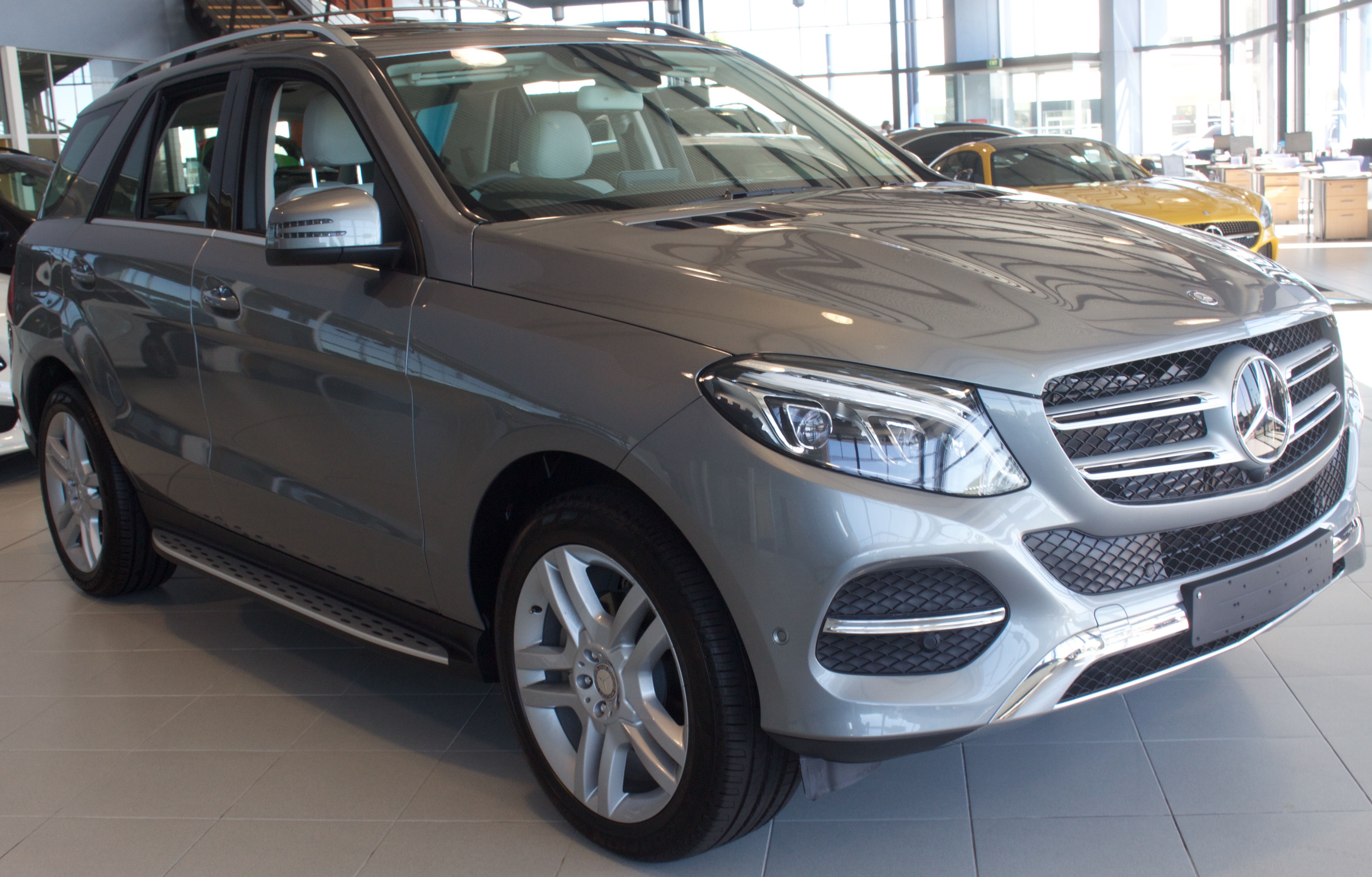
GLE-klass 2016